# Систем централне осовине
Систем централне осовине је начин покретања више машина у производњи помоћу једног покретача (нпр. електромотора.)
Овај систем се појавио у индустријској револуцији и био је присутан углавном до краја прве половине двадесетог века.
Систем се састојао у томе да се дуж целе просторије у којој се одвијала радна активност, налазила једна дуга осовина која је у једном углу просторије била окретана моћним извором као што је електромотор, дизел машина, парна машина и слично.
Спој – пренос обртања осовине мотора се вршио путем кожних каишева који су уз помоћ трења били покретани. Трење је ипак било толико да је било могуће и проклизавање да се мотор сувише не би оптеретио тј. зауставио што би изазвало оштећења.
Паралелно са мотором а нормално у односу на централну осовину су се налазиле машине, свака са својим каишем за пренос енергије. Нису све машине, ако није било потребе, радиле истовремено. Једноставно би се са машине смакао каиш и не би било преноса.
Системом централне осовине су се покретали стругови, брусилице, вертикалне бушилице, циркулари и друго...
Ако би се желела покренути нека машина требало је набацити каиш на одговарајући точак машине и она би се покренула. Набацивање каишева се морало радити стручно и хитро јер се неретко дешавало да каиш захвати руку радника и тешка повреда је била неминовна. Пуцање каишева није била реткост и то је био још један извор повреда.
Појавом релативно јефтиних електромотора свака машина је добила „свој“ електромотор и систем централне осовине је отишао у историју.